# نقمارية
نقمارية إحدى بلديات دائرة عشعاشة التابعة لولاية مستغانم.